# Rivière Momance
La rivière Momance est un cours d'eau qui coule à Haïti dans le département  de l'Ouest aux limites orientales de la péninsule de Tiburon. Ce fleuve prend sa source dans l'arrondissement de Port-au-Prince, puis rejoint le golfe de la Gonâve au niveau de la ville portuaire de Léogâne située dans l'arrondissement de Léogâne.

## Géographie
La rivière Momance prend sa source dans les contreforts du massif de la Selle. Le cours d'eau se dirige vers le Nord-Ouest, puis vers l'ouest et s'écoule au Sud de la ville de Carrefour. Ce fleuve s'oriente ensuite vers le Nord avant d'aller se jeter dans le golfe de la Gonâve à côté de la ville de Léogâne.
Lors des cyclones et de fortes pluies, la rivière déborde et ses eaux tumultueuses emportent les cultures et le bétail, inondent les habitations et noient un certain nombre de personnes. Le déboisement, le non drainage de la rivière et l'exploitation de sables par des compagnies haïtiennes et dominicaines au lieu et place des travaux, aggravent cette situation.